# Günther Anders
Günther Anders (nom oficial Günther Stern, Breslau, Prússia, 12 de juliol de 1902 - Viena, Àustria, 17 de desembre de 1992) fou un dels filòsofs i assagistes més destacats en llengua alemanya del segle xx. Fou un dels primers filòsofs que centraren la seva reflexió en els efectes profunds de la tecnologia i els mitjans de comunicació. Pacifista a ultrança, fou un dels fundadors i principals líders del moviment antiatòmic. Estigué casat (1929-1937) amb la filòsofa Hannah Arendt, de qui es divorcià posteriorment.

## Vida
Günter Stern era un dels fills dels psicòlegs William Stern i Clara Joseephy, autors del famós llibre Psychologie der frühen Kindheit (Psicologia de la primera infància) i jueus laics. Va créixer, fins l'arribada del nazisme, en un medi cultural i intel·lectual molt estimulador. Anders sempre manifestà una certa distància respecte al pensament jueu, però al final de la seva vida considerava que bona part de la seva filosofia recollia l'esperit dels profetes, ara, però, amb relació a la protesta contra la tecnologia, convertida en ídol del temps present que ell anomena «temps de la fi».
Va estudiar filosofia amb Ernst Cassirer, Martin Heidegger i Edmund Husserl. Es va llicenciar amb 21 anys el 1923 sota la direcció de Husserl a la Universitat de Freiburg, presentant un treball de final de carrera sobre la fenomenologia.
Per sobreviure va treballar com a periodista amb el pseudònim Günther Anders, que en alemany significa d'una altra manera i és també un anagrama imperfecte del cognom Arendt. Ell mateix mai no va explicar per què va triar aquest nom de ploma.
Amb l'arribada dels nazis al poder se li va fer impossible qualsevol activitat acadèmica, i de fet no va arribar mai a ser professor regular en cap universitat al llarg de tota la seva llarga vida. L'any 1933 s'exilià a París, on va viure tres anys. Allí va escriure la seva novel·la Die molussiche Katakombe, que restà inèdita fins a l'any 1992, i publicà el seu assaig Pathologie de la liberté el 1936 a la revista Recherches Philosophiques. En exiliar-se a París, segons les lleis de l'Alemanya nazi, va perdre ipso facto la ciutadania alemanya. En una carta del 1990, va queixar-se que ni l'Alemanya de l'Oest ni l'Alemanya de l'Est, quranta-i-cinc anys, mai no van actuar per tornar-li la ciutadania, que li van prendre «perque el 1933 havia advertit contra el perill d'Adolf Hilter».
L'any 1936 va emigrar als Estats Units, on va viure en una situació d'extrema precarietat. Fins i tot va haver de treballar com a obrer en una fàbrica i hi va romandre fins que el 1950 es traslladà a Viena. Hi va viure fins a la seva mort sempre actiu en el moviment antinuclear. Els seus viatges a Hiroshima (1957) i a Vietnam com a opositor a la guerra van inspirar les seves obres de reflexió pacifista. Anders, que com Arendt i Hans Jonas havia estat deixeble de Heidegger, n'és potser el més significatiu dels crítics.
Des del 1967 va participar en el Tribunal Russell contra el genocidi americà al Vietnam.

## Pensament
Anders és un dels crítics de la tecnologia més importants del pensament del segle 20. Per a ell la bomba atòmica representa el mal absolut i, per tant, conclou que la resistència al poder de la tecnologia és l'exigència moral bàsica de la modernitat. L'any 1983, en ocasió de l'atorgament del premi Theodor Adorno pel conjunt de la seva obra, Anders va dir: «Sóc tan sols un conservador ontològic, en principi, que tracta que el món es conservi per tal de poder-lo modificar», i de fet, el més significatiu de la seva obra està vinculat a la lluita contra el totalitarisme i contra la bomba atòmica.
El pensament d'Anders deriva del que ell mateix anomenà principi de desesperació. El mal absolut de la bomba atòmica imposa moralment a la manera de Kant d'actuar per salvar la humanitat. Però curiosament Anders no és kantià en la seva teoria de la veritat. A parer seu els fets reals que menen a la crisi atòmica i ecològica són contínuament minimitzats pel sistema polític, la qual cosa fa moralment justificable l'exageració dels mals del món present, en nom d'un principi d'ordre més alt, com és el de la supervivència de la humanitat.
Els humans viuen en un estat de dispersió, produït per la tècnica moderna i, especialment, per la televisió, que els ha deixat sense contacte directe amb la realitat. D'aquí la necessitat d'un esforç intel·lectual per conscienciar-los, en un moment en què la tècnica conspira per impedir-ho. Veu en la tècnica una amenaça, que per primera vegada en la història fa possible l'apocalipsi. No confia que l'home té prou control de si mateix per limitar-se al bon ús de la tècnica.

## Obra
La seva obra cabdal és Die antiquiertheit des Menschen («L'obsolescència de l'home»), un assaig on vessa de forma refinada i profunda les seves reflexions sobre efectes dels mitjans de comunicació (radio i televisió) en l'home i sobre el que representà la invenció de la bomba atòmica per a la humanitat. El primer volum d'aquesta obra, amb el subtítol Über die Seele im Zeitalter der zweiten industriellen Revolution («Sobre l'ànima en l'era de la segona revolució industrial») fou publicat l'any 1956. El segon volum, amb el subtítol Über die Zerstörung des Lebens im Zeitalter der dritten Industriellen Revolution («Sobre la destrucció de la vida en l'era de la tercera revolució industrial») fou publicat l'any 1980.
Anders ha desenvolupat el concepte de vergonya prometeica per descriure la situació de l'home en l'època de la tècnica. L'home està antiquat perquè se sent per sota dels seus productes. Viu sotmés a la tecnologia i li fan sentir a cada moment que la vida està subordinada a la màquina. En aquest segle Prometeu se sentiria avergonyit.
Profundament influït pel llançament de la bomba atòmica sobre Hiroshima, va dedicar part de la seva obra a reflexionar sobre els efectes d'aquesta arma. Viatjà el 1958 a Hiroshima i recollí les experiències i reflexions que allí li sobrevingueren en el seu llibre Hiroshima ist überall («Hiroshima és arreu»). El 1959 va començar una correspondència pública amb el pilot de bombarders nord-americà Claude Eatherly, que se sentia culpable del llançament de la bomba atòmica, tot i que ell no l'havia llençat personalment.
En l'obra Wir Eichmannsöhne («Nosaltres fills d'Eichmann») reflexiona sobre Auschwitz, el holocaust i l'assassinat en mode industrial.

### Obres destacades
- Kafka pro und kontra, (1951)
- Tagebücher 1942-1966 (Diaris 1942-1946)
- Der Mann auf der Brücke (1958), traduït al català el 2023 per Joan Ferrarons i Llagostera com L'Home dalt del pont. Diari d'Hiroshima i Nagasaki[7] amb postfaci per Stefania Fantauzzi.[8]
- Visit beautiful Vietnam (1968)
- Der Blick vom Turm (La vista des de la torre) (1968)
- Der blick vom Mond. Reflexionen über Weltraumflüge (La vista des de la lluna. Reflexions sobre viatges espacials) (1970).
- Die atomare Drohung (L'amenaça atòmica)
- Kosmologische Humoreske Erzählungen (1978). ISBN 3-518-06932-2
- Besuch im Hades. Auschwitz und Breslau 1966 (1979). ISBN 3-406-06002-1
- Mariechen. Eine Gutenachstgeschichte für Liebende, Philosophen und Angehörige anderer Berufsgruppen (1987). ISBN 3-406-32565-3